# Siham Bouhlal
Siham Bouhlal, née en 1966 à Casablanca, est une traductrice et poétesse marocaine.

## Parcours professionnel
Elle étudie à la Sorbonne où elle est l'élève de Jamel Eddine Bencheikh, traducteur des Mille et une nuits.
En 1999, elle soutient sa thèse : Traduction et commentaire du "Livre de brocart d'Al Washshâ". Elle publie par la suite des traductions d'autres auteurs marocains classiques et contemporains.
En parallèle de son activité de traductrice, elle écrit également de la poésie et des romans. Son premier recueil de poèmes, Poèmes bleus, est publié en 2005. Le thème central de sa poésie est l'amour. Dans son recueil Mort à vif, publié en 2010, elle évoque le décès de son compagnon Driss Benzekri, opposant politique marocain.

## Publications

### En tant qu'autrice
- Poèmes bleus, Tarabuste éd, 2005 (ISBN 2-84587-085-X et 978-2-84587-085-7, OCLC 470367775, lire en ligne)
- Songes d'une nuit berbère, ou, La tombe d'épines  (ill. Diane de Bournazel), Al Manar, 2007 (ISBN 978-2-913896-57-4 et 2-913896-57-X, OCLC 174929785, lire en ligne)
- Corps lumière, Al Manar, 2008 (ISBN 978-2-913896-63-5 et 2-913896-63-4, OCLC 244319960, lire en ligne)
- Princesse Amazigh, Al Manar, 2009 (ISBN 978-2-913896-76-5 et 2-913896-76-6, OCLC 461310990, lire en ligne)
- Mort à vif  (ill. Mahi Binebine), Al Manar, 2010 (ISBN 978-2-913896-81-9 et 2-913896-81-2, OCLC 632164610, lire en ligne)
- Etreintes, Al Manar, 2012 (ISBN 979-10-90836-01-3, OCLC 777476069, lire en ligne)
- Et ton absence se fera chair, Yovana, 2015 (ISBN 979-10-95115-00-7, OCLC 935054961, lire en ligne)

### En tant que traductrice
- Le Printemps des poètes, Pour une altérité féconde, Paris, Paris-Méditerranée, 2003 (ISBN 978-2-84272-184-8 et 2-84272-184-5, OCLC 966002532, lire en ligne)
- Al-Washshâ, Le livre de brocart ou La société raffinée de Bagdad au Xe siècle, Paris, Gallimard, 2004 (ISBN 2-07-073677-6 et 978-2-07-073677-5, OCLC 418813654, lire en ligne)
- Ṭāhā ʻAdnān, Je hais l'amour : poèmes, Casablanca, Éditions Le Fennec, 2010, 135 p. (ISBN 978-9954-1-6722-9 et 9954-1-6722-6, OCLC 631115255, lire en ligne)
- Ashur Etwebi, Un jet de pierre, Neuilly-sur-Seine, Al Manar, 2016 (ISBN 978-2-36426-075-7 et 2-36426-075-2, OCLC 960851489, lire en ligne)
- Mohamed Zafzaf, Tentative de vie, Virgule Éditions, 2019 (ISBN 978-9954-9537-7-8 et 9954-9537-7-9, OCLC 1107047899, lire en ligne)

## Distinctions
En 2011, Siham Bouhlal reçoit le Trophée de la réussite au féminin,, décerné par l'association France Euro Méditerranée sous le haut patronage du Ministre des Affaires Étrangères français.